# Министерство иностранных дел Украинской ССР
Министе́рство иностра́нных дел Украинской ССР (укр. Міністерство закордонних справ Української РСР) — орган государственного управления Украинской ССР в области внешней политики и международных отношений. После провозглашения независимости Украины орган был трансформирован в Министерство иностранных дел Украины.
Располагался в особняке Ковалевского на улице Чекистов (сейчас — Филиппа Орлика) в Киеве.

## Названия
- Народный комиссариат иностранных дел Украинской ССР (до марта 1946)
- Министерство иностранных дел Украинской ССР (с марта 1946)

## История
С 1917 по 1923 год существовал Народный комиссариат иностранных дел УССР, полномочия которого были в итоге переданы союзному наркомату.
В связи с необходимостью повышения роли СССР в мире после окончания Второй мировой войны 1 февраля 1944 года Верховный Совет СССР принял закон «О предоставлении союзным республикам полномочий в области внешних сношений и о преобразовании в связи с этим Народного комиссариата иностранных дел из общесоюзного в союзно-республиканский народный комиссариат», который позволил всем союзным республикам иметь собственные ведомства иностранных дел для заключения договоров и установления дипломатических и консульских отношений с иностранными государствами. Народный комиссар иностранных дел СССР Вячеслав Молотов обосновывал необходимость реформирования советского внешнеполитического ведомства расширением международных связей СССР, а также «политическим, экономическим и культурным ростом союзных республик и возросшей потребностью в установлении непосредственных отношений с иностранными государствами». Данная реформа была направлена на получение советским руководством дополнительных голосов в Организации Объединённых Наций, создание которой планировалась странами антигитлеровской коалиции.

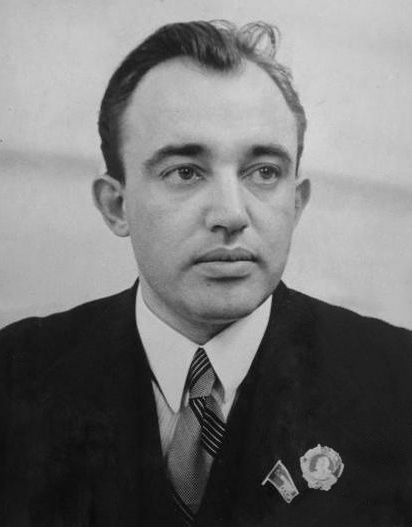
Александр Корнейчук

Для исполнения решения советского парламента 5 февраля 1944 года политбюро ЦК КП(б)У постановило создать Народный комиссариат иностранных дел УССР. Первым главой внешнеполитического ведомства Украинской ССР стал писатель и драматург Александр Корнейчук. Согласно концепции Корнейчука, понесённые Украиной потери в годы войны давали ей право на участие её представителей в мирных конференциях, комиссиях по вопросам послевоенного устройства и заключение перемирий. Корнейчук считал, что УССР имело на это большее право, чем любое другое европейское государство. Выходом на международную арену Украинской ССР, по мнению Корнейчука, должно было стать установление дипломатических отношений с Великобританией и США.
После полугода работы на посту Корнейчук был снят со своего поста. Формальной причиной увольнения стало «незнание иностранных языков». Тем не менее, среди реальных причин увольнения зачастую приводится его активная деятельность по установлению дипломатических отношений с иностранными государствами или же желание Иосифа Сталина убрать из Москвы Дмитрия Мануильского, который и стал следующим руководителем украинского внешнеполитического ведомства. В западной историографии существует версия, что отставка Корнейчука была связана с его женой — польской писательницей Вандой Василевской, ставшей в июле 1944 года членом Польского комитета национального освобождения — временного просоветского польского правительства. Таким образом конкуренты Корнейчука сумели не допустить его до переговоров за одним столом со своей собственной супругой как представителей различных государств.

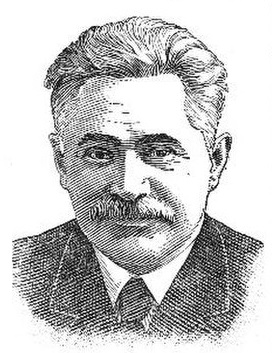
Дмитрий Мануильский

Вступив в должность, Мануильский подготовил «Положение о народных комиссариатах иностранных дел союзных республик», где не предусматривалось право советских республик на проведение прямых дипломатических отношений с иностранными государствами. Тем не менее, документ предусматривал возможность республиканских властей ставить перед Народным комиссариатом иностранных дел СССР задачи по решению различных вопросов (границ, возмещения потерь, дипломатических представительств) с иностранными государствами. Также, согласно документу Мануильского, во время переговоров СССР с иностранными делегациями в переговорную группу могли быть включены представители республиканских народных комиссариатов иностранных дел. В первую очередь это касалось дипломатических контактов со странами, где проживало значительное число эмигрантов из соответствующей республики.
В 1945 году Украинская ССР, наряду с СССР и Белорусской ССР, стала сооснователем Организации Объединённых Наций. По состоянию на 1958 год Украинская ССР имела членство в 36 международных организациях, включая ООН, ЮНЕСКО, МОТ и МАГАТЭ. С 1956 по 1961 год украинскую столицу посетили 19 иностранных делегаций, среди которых были представители Дании, Ирана, Франции, Швеции и Югославии. По мнению украинского журналиста из диаспоры Михаила Сосновского, полномочия МИД УССР во время подобных визитов напоминали скорее «работу туристического бюро».
В 1965 году первый секретарь ЦК КПУ Пётр Шелест составил записку в ЦК КПСС, в которой предложил предоставить республике право вступать в торгово-экономические отношения с другими странами. Вследствие этого Шелест был обвинён в «украинском национализме», а действующий министр иностранных дел УССР Лука Паламарчук был отправлен послом СССР в Марокко.
Во время руководства ведомством Георгием Шевелем МИД УССР являлся одним из немногих политических учреждений, где работа велась на украинском языке.

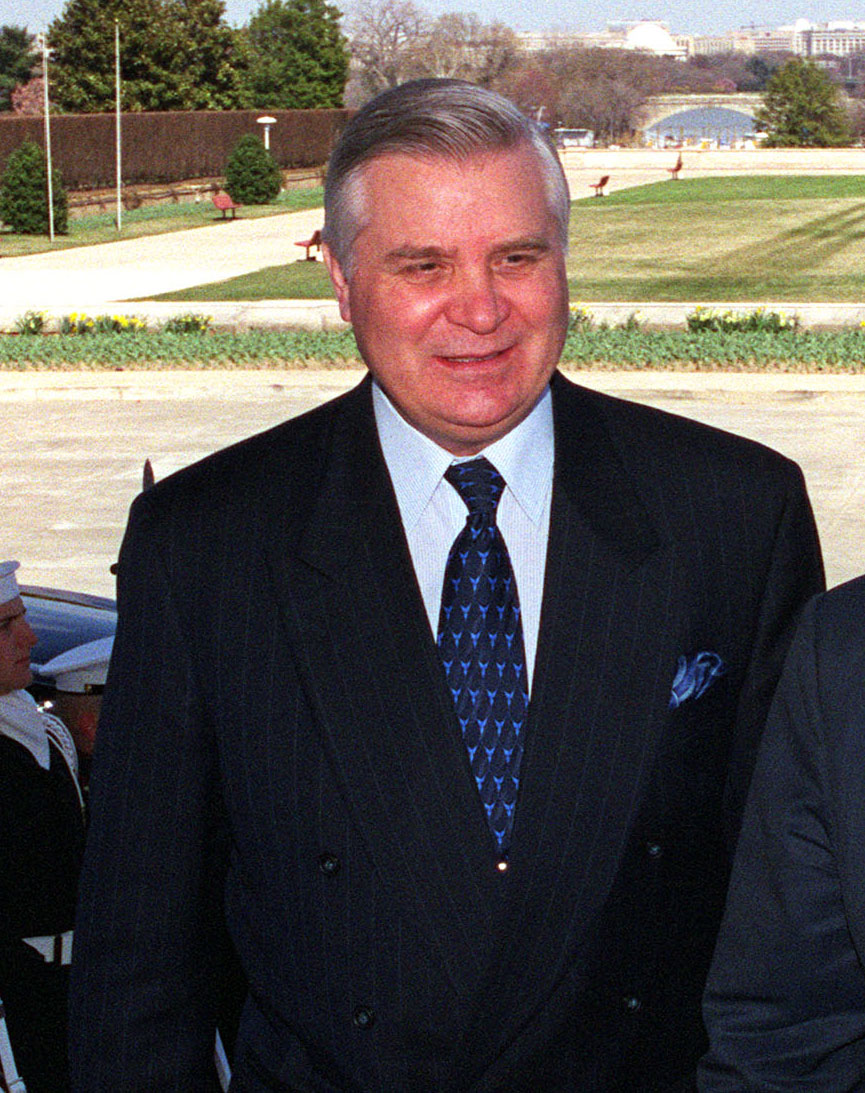
Анатолий Зленко

К середине 1980-х ведомство имело четыре постоянных представительства (в ООН в Нью-Йорке и Женеве, в ЮНЕСКО в Париже и при международных организациях в Вене). В структуре организации существовали отделы: международно-экономических отношений, двусторонних связей и регионального сотрудничества, договорно-правовой, информации с пресс-центром, культурных связей и гуманитарных проблем, кадров, протокольный, консульское и финансово-хозяйственное управление. В каждом из отделов работало от двух до пяти сотрудников, а руководящая роль отводилась генеральному секретариату, который возглавлял генеральный советник. К полномочиям генерального секретариата был отнесён контроль за исполнением документов, их регистрация и пересылка.
По состоянию на 1 января 1987 года Украинская ССР являлась участником 144 международных договоров. После принятия Верховным Советом УССР 16 июля 1990 года Декларации о государственном суверенитете Украины началась работа по установлению консульских отношений с различными советскими республиками и иностранными государствами. Так, уже к концу года были заключены соответствующие договоры с Польшей, Венгрией, Белоруссией, Литвой, Латвией, Эстонией, Узбекистаном и Казахстаном.
Полномочия всех республиканских министерств иностранных дел были достаточно ограниченными. Так, в своих мемуарах югославский политический деятель Милован Джилас описывал Мануильского как «министра без министерства». Министр иностранных дел УССР Георгий Шевель описывал вверенное ему ведомство как «министерство очень странных дел», а последний глава данного ведомства Анатолий Зленко сравнивал работу МИД УССР с детской железной дорогой, «где всё вроде есть, но всё как будто не настоящее».
Представительство в структурах ООН и других международных органах позволяло украинским делегациям вносить собственные предложения касательно международных и региональных вопросов. В частности, во время получения Украинской ССР прав непостоянного члена Совета Безопасности ООН в 1948—1949 и 1984—1985 годах. Наличие у Украины собственного МИДа в советское время и участие, хоть и формальное, в международных организациях имело важное значение для формирования собственного кадрового состава ведомства уже после обретения независимости. Так, первыми руководителями министерства уже независимой Украины являлись Анатолий Зленко, Геннадий Удовенко, Борис Тарасюк, значительная часть заместителей министров, начальников управлений и послов 1990-х годов ранее имело опыт работы на дипломатической службе УССР при ООН.

## Кадровый состав
В проекте Александра Корнейчука о штате Народного комиссариата иностранных дел УССР значилось, что численность ведомства без учёта вспомогательного персонала, должна была составить 156 человек. Тем не менее, к середине 1944 года в народном комиссариате работало лишь 40 человек с учётом вспомогательного персонала. С момента основания численный состав ведомства существенно не изменялся. К 1985 году в украинском внешнеполитическом ведомстве работало 87 человек. В ходе перестройки число сотрудников было увеличено до 136.

## Руководители
За всю историю ведомства у его руля находилось 10 руководителей. Все руководители являлись членами коммунистической партии и имели высшее образование. Средний срок пребывания главы МИД Украинской ССР в должности составлял 4,7 года. Наиболее продолжительное время (12 лет) ведомство возглавлял Лука Паламарчук. Средний возраст при вступления в должность составлял — 51 год, а средний возраст увольнения — 57 лет.
Список руководителей Министерства иностранных дел Украинской ССР:
- Корнейчук Александр (5 февраля — 12 июля 1944)
- Мануильский Дмитрий (12 июля 1944 — 10 июня 1952)
- Барановский Анатолий (10 июня 1952 — 17 июня 1953)
- Паламарчук Лука (17 июня 1953 — 13 августа 1965)
- Кисиль Анатолий (и. о. министра; 13 августа 1965 — 16 марта 1966)
- Белоколос Дмитрий (16 марта 1966 — 11 июня 1970)
- Шевель Георгий (10 августа 1970 — 18 ноября 1980)
- Мартыненко Владимир (18 ноября 1980 — 28 декабря 1984)
- Кравец Владимир (29 декабря 1984 — 27 июля 1990)
- Зленко Анатолий (27 июля 1990 — 24 августа 1991)